# Цвет рая
«Цвет рая» (перс. رنگ خدا; в оригинале — Rang-e Khoda — Цвет Бога) — кинофильм иранского режиссёра Маджида Маджиди, снятый в 1999 году.

## Сюжет
Сюжет вращается вокруг слепого мальчика по имени Мохаммед, который уезжает из специальной школы в Тегеране на летние каникулы. Его отец, который стыдится слепоты Мохаммеда, опаздывает забрать его, а затем пытается убедить директора школы оставить Мохаммеда на лето. Директор отказывается, и отец Мохаммеда в конечном итоге отвозит его домой в деревню.
Отец Мохаммеда вдовец и хочет жениться на местной девушке. Он посещает родителей девушки с подарками, и они дают ему благословение. Он пытается скрыть, что у него слепой сын, так как боится, что семья девушки воспримет это как дурное предзнаменование.

## В ролях
- Хоссейн Махджуб — отец
- Мохсен Рамезани — Мохаммед
- Саламе Фейзи — бабушка Азиз
- Фарахназ Сафари — старшая сестра

## Номинации и награды
Гран-при Монреальского кинофестиваля, 1999 год.